# Zierolshofen
Zierolshofen est un quartier de la commune allemande de Kehl, dans le Land de Bade-Wurtemberg. Il compte 430 habitants en 2014.

## Situation géographique
Zierolshofen se trouve à environ 2,5 km au nord-est du quartier de Bodersweier (de) et environ 1,8 km au sud-ouest de Linx (de), dans le fossé rhénan.

## Histoire

### Moyen Âge
La plus vieille mention de Zierolshofen retrouvée à ce jour date de 1295. Le village de Zierolshofen se trouve alors dans l'Amt de Lichtenau de la seigneurie de Lichtenberg et fait partie du Gericht Rheinbischofsheim (de). Il était un fief de l'évêque de Strasbourg. La première inféodation de cette terre a probablement lieu en 1254. En 1335, les jeune et moyenne lignées de la maison des Lichtenberg (de) effectuent un découpage des terres. L’Amt de Lichtenau, qui comprend Zierolshofen, revient à Louis III de Lichtenberg, qui engendre la jeune lignée des Lichtenberg.
Anne de Lichtenberg (1442–1474), fille de Louis V de Lichtenberg (1417–1474), est une des deux héritières testamentaires de la seigneurie de Lichtenberg. Elle épouse en 1458 le comte Philippe Ier de Hanau-Lichtenberg. De cette union naît le comté de Hanau-Lichtenberg. Après la mort du dernier Lichtenberg, Jacques de Lichtenberg, l'oncle de Anne, Philippe Ier hérite de la moitié de la seigneurie de Lichtenberg. L'autre moitié revient à son beau-frère Simon IV Wecker de Deux-Ponts-Bitche. L’Amt de Lichtenau, qui appartenait aux Lichtenberg, revient aux descendants d'Anne et de Philippe Ier.

### Époque moderne
À son arrivée au pouvoir en 1538, le comte Philippe IV de Hanau-Lichtenberg (1514–1590) introduit la Réforme dans son comté, qui devient luthérien.
Après la mort du dernier comte de Hanau, les terres (dont l’Amt de Lichtenau qui comprend Zierolshofen) reviennent en 1736 au fils de sa fille unique Charlotte, le landgrave Louis IX de Hesse-Darmstadt. À cette époque, et ce jusqu'en 1781, Zierolshofen est intégré dans Bodersweier (de).
Lors du recès de la Diète d'Empire de 1803, Zierolshofen est rattaché à l'électorat de Bade nouvellement créé.
Le 1er janvier 1975, au cours de la réforme territoriale en Bade-Wurtemberg (de), Zierolshofen devient un quartier de la commune de Kehl.